# Nicéforo Basilácio

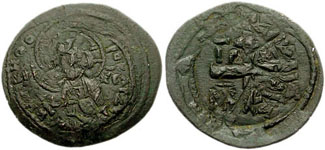
Fólis de Nicéforo Basilácio, cunhada durante o seu breve reinado

Nicéforo Basilácio (em grego: Νικηφόρος Βασιλάκιος/Βασιλάκης; romaniz.: Nikephoros Basilákios/Basilákes; em latim: Nicephorus Basilacius), que aparece frequentemente apenas como Basilácio, foi um general e aristocrata bizantino do final do século XI que, em 1078-1079, tentou derrubar o imperador Nicéforo III Botaniates e foi derrotado por Aleixo Comneno.

## História
No caso que se seguiu à derrubada de Miguel VII Ducas, Nicéforo Basilácio, na época um duque do Tema de Dirráquio decidiu que a sua hora havia chegado. Ele se posicionou na Tessalônica e esperou pelo resultado do confronto entre outros dois candidatos ao trono, Nicéforo III Botaniates e Nicéforo Briênio, com o objetivo de rapidamente esmagar o já desgastado vitorioso.
Suas forças consistiam principalmente de soldados veteranos francos, esclavenos (eslavos), albaneses e gregos. Sua confiança em suas próprias habilidades e na sua coragem o convenceram de que ele poderia rapidamente obter a vitória. Nicéforo III enviou seu melhor general, Aleixo Comneno para enfrentá-lo e Aleixo conseguiu aprisionar Basilácio num ataque noturno ao campo imperial, nas margens do rio Vardar, a uns trinta quilômetros de Tessalônica. Derrotado, Basilácio fugiu para Tessalônica, que ele tentou defender, mas foi capturado por seus próprios soldados e entregue para Nicéforo III, que ordenou que ele fosse cegado.